# Bestetto

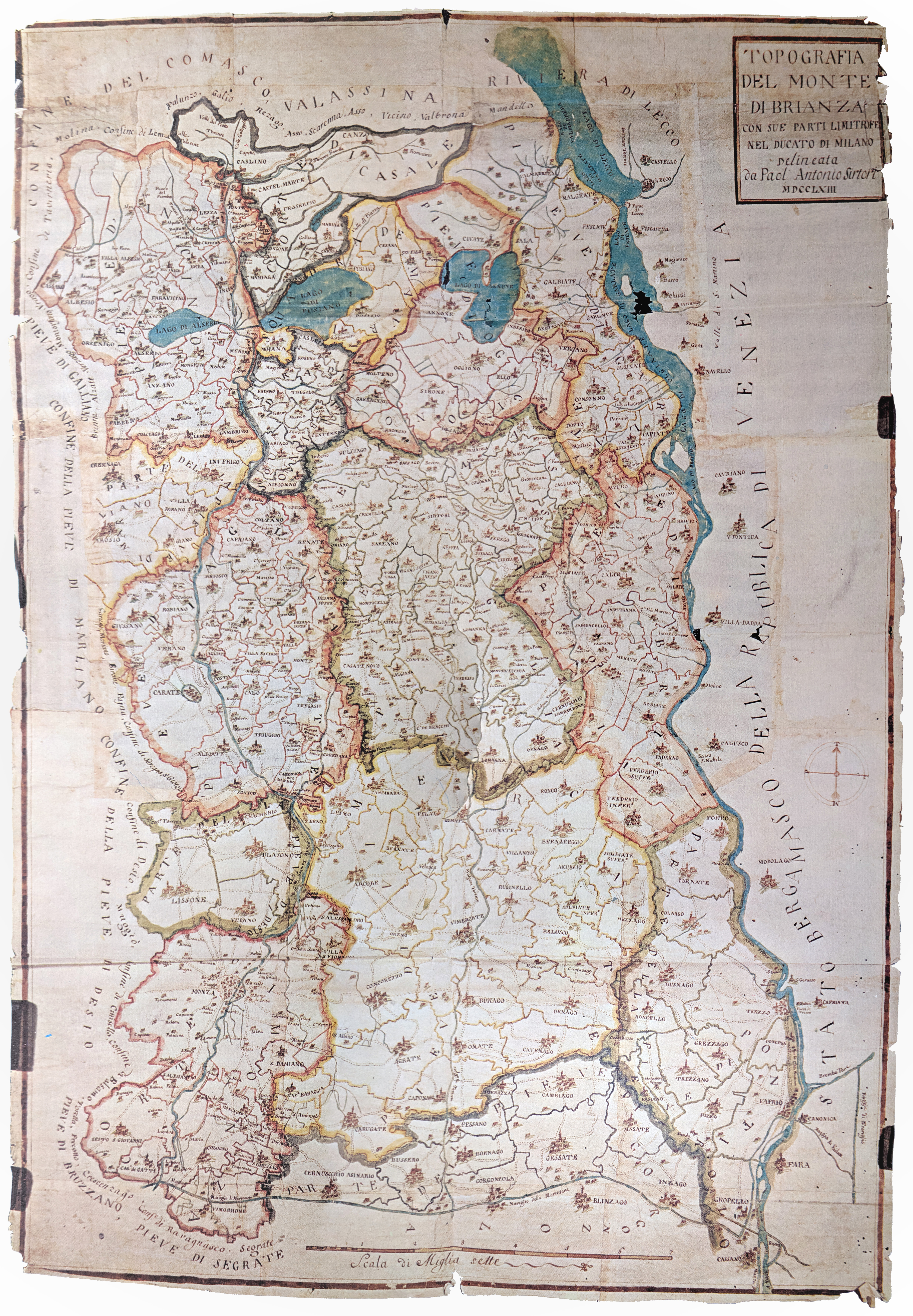
Mappa del 1763, che già mostra Bestetto come frazione di Tegnone

Bestetto (in lombardo Bestet) è una località di Colle Brianza, comune autonomo sino agli anni '50 del 1700.

## Storia
Comune del Monte di Brianza e parte della pieve di Missaglia, è menzionato per la prima volta negli Statuti delle Strade e delle Acque. Tra il 1200 e il 1300 circa ospitava una comunità di Umiliati.
Nel 1411 fu inserito nelle zone ghibelline con immunità e l'anno dopo giurò fedeltà al Duca di Milano.
Nel 1751 si sa che era infeudata al conte Paolo Sormani, che non si curava della zona, e che aveva 72 abitanti, che eleggevano tre deputati e un sindaco, sulla pubblica piazza.
Nel 1757 viene menzionata come frazione di Tegnone, senza certezza sulla data di annessione, comunque posteriore al 1751. Ha quindi seguito il destino del comune, fino a diventare parte del comune di Colle Brianza.

## Architettura
Nella località c'è una vecchia fortificazione, chiamata "la Torr" (anche in italiano), sulla strada per Castello di Brianza, che faceva parte del sistema di difesa della zona.
C'è anche la Chiesa di San Martino, costruita nel 1213.

## Riferimenti
- LombardiaBeniCulturali
- Comune di Colle Brianza